# Steuren
De steuren (Acipenseridae) vormen een familie van 25 vissoorten uit de orde Steurachtigen (Acipenseriformes). De naam wordt ook gebruikt voor meer dan 20 steurensoorten. Soms wordt de naam exclusiever gebruikt voor vissen uit de geslachten Acipenser en Huso, die deel uitmaken van deze familie.
De steuren vormen een van de oudste nog levende beenachtige vissenfamilies. Ze komen voor in subtropische, gematigde en subarctische rivieren, meren en kusten van Eurazië en Noord-Amerika. De steuren worden onderscheiden van andere vissenfamilies door hun langgerekte lijf, het ontbreken van schubben en hun soms opvallende grootte, waarbij de vissen 2 tot 3,5 meter lang kunnen worden. Er zijn zelfs gevallen bekend van vissen die wel 6 meter lang werden. De meeste steuren zijn trekvissen, die hun voedsel vinden in de bodems van zoet of brak water en die bovenstrooms paaien. Sommige soorten leven uitsluitend in zoet water; slechts weinige wagen zich in open zee nabij de kust.
De meeste soorten worden gekwalificeerd als kwetsbaar, bedreigd of kritisch bedreigd. Steuren zijn gevoelig voor milieuverontreiniging. Enkele steursoorten worden gevangen voor hun kuit, waaruit kaviaar wordt gemaakt. Doordat juist de geslachtsrijpe vrouwtjes worden gevangen voordat ze voor nageslacht hebben gezorgd, zijn die soorten erg kwetsbaar voor overbevissing. In verschillende landen wordt steur gekweekt voor kaviaar. De vissen worden 'geoogst' als ze ongeveer 8 jaar oud zijn.

## Evolutie
Volgens fossiele vondsten zijn steuren en de verwante lepelsteuren (Polyodontidae) ongeveer 200 miljoen jaar geleden ontstaan. Ze hebben sinds die tijd opmerkelijk weinig morfologische veranderingen ondergaan. Dit kan gedeeltelijk worden verklaard door de tijd tussen opvolgende generaties van vissen, hun tolerantie ten aanzien van watertemperatuur en zoutgehalte, het ontbreken van rovers vanwege hun eigen lengte en de overvloed aan voedsel op de bodems.
Ondanks het bestaan van fossiel bewijs is het lastig om de soorten compleet te classificeren of om ondubbelzinnig hun fylogenie vast te stellen. Dit komt door de hoge mate van variatie tussen individuen onderling en ook doordat verschillende soorten onderling vruchtbare nakomelingen kunnen krijgen, zelfs tussen verschillende geslachten.
De vele verschillende soorten in de familie en het feit dat ze beschermd zijn, maken het lastig om systematisch materiaal voor onderzoek te verzamelen. Onderzoekers hebben in het verleden meer dan 40 soorten aangewezen, die door latere onderzoekers zijn verworpen.
Het is nog altijd onzeker of de soorten in de geslachten Acipenser en Huso monofyletisch of parafyletisch zijn, maar het is duidelijk dat de morfologische verschillen tussen de twee geslachten door genetisch onderzoek niet onderbouwd worden. Er is voortdurend onderzoek gaande om de taxonomische twijfel weg te nemen door systematisch onderzoek en moleculair genetisch onderzoek.

## Geslachten en soorten

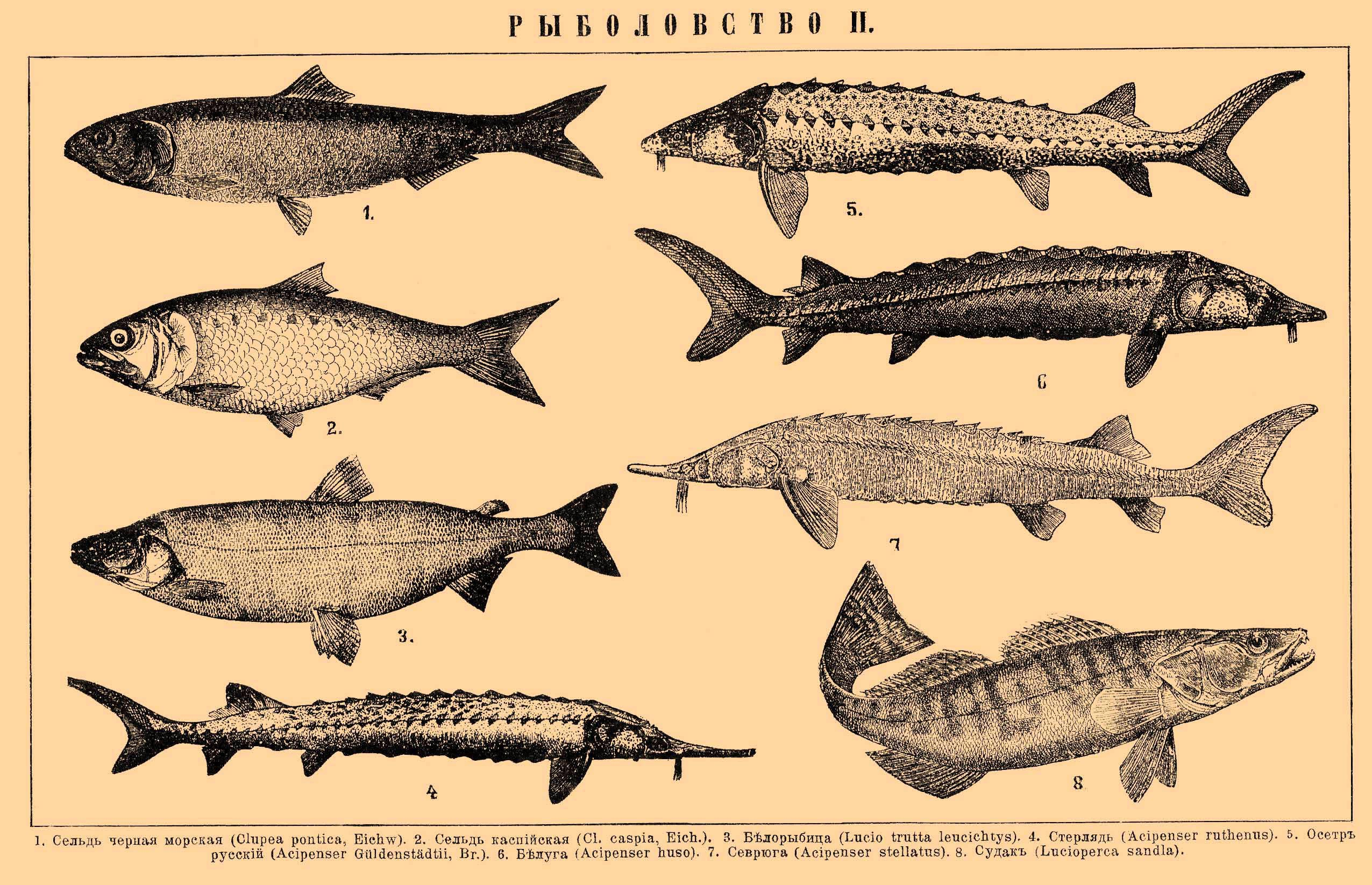
4.: Acipenser ruthenus, 5.: Acipenser gueldenstaedtii, 6.:Huso huso, 7.:Acipenser stellatus

De familie omvat enkele tientallen soorten verdeeld over 4 geslachten.
- Acipenser Linnaeus, 1758
  - Acipenser baerii Brandt, 1869 – Siberische gladbuiksteur
  - Acipenser brevirostrum Lesueur, 1818 – Kortsnuitsteur
  - Acipenser dabryanus Duméril, 1869[5]
  - Acipenser fulvescens Rafinesque, 1817
  - Acipenser gueldenstaedtii Brandt & Ratzeburg, 1833 – Diamantsteur
  - Acipenser medirostris Ayres, 1854
  - Acipenser mikadoi Hilgendorf, 1892
  - Acipenser naccarii Bonaparte, 1836 – Adriatische steur
  - Acipenser nudiventris Lovetsky, 1828 – Slatdicksteur
  - Acipenser oxyrinchus Mitchill, 1815 – Atlantische steur
  - Acipenser persicus Borodin, 1897
  - Acipenser ruthenus Linnaeus, 1758 – Sterlet
  - Acipenser schrenckii Brandt, 1869 – Amoersteur
  - Acipenser sinensis Gray, 1835
  - Acipenser stellatus Pallas, 1771 – Spitssnuitsteur
  - Acipenser sturio Linnaeus, 1758 – Europese steur
  - Acipenser transmontanus Richardson, 1836 – Witte steur

- Huso Brandt & Ratzeburg, 1833
  - Huso dauricus (Georgi, 1775) – Siberische huso
  - Huso huso (Linnaeus, 1758) – Europese huso

- Pseudoscaphirhynchus Nikolskii, 1900
  - Pseudoscaphirhynchus fedtschenkoi (Kessler, 1872) – Syr-Darjaschoffelneussteur
  - Pseudoscaphirhynchus hermanni (Kessler, 1877) – Kleine schoffelneussteur
  - Pseudoscaphirhynchus kaufmanni (Kessler, 1877) – Grote schoffelneussteur

- Scaphirhynchus Heckel, 1836
  - Scaphirhynchus albus (Forbes & Richardson, 1905)[5]
  - Scaphirhynchus platorynchus (Rafinesque, 1820)[5]
  - Scaphirhynchus suttkusi Williams & Clemmer, 1991